# Dasypodinae
Dasypodinae – podrodzina ssaków łożyskowych z rodziny pancernikowatych (Dasypodidae). 

## Rozmieszczenie geograficzne
Do podrodziny należą gatunki występujące w Ameryce.

## Systematyka
Do podrodziny należy jeden występujący współcześnie rodzaj:
- Dasypus Linnaeus, 1758 – pancernik[18]

Opisano również rodzaje wymarłe: 
- Anadasypus Carlini, Vizcaíno & Scillato-Yané, 1997[21]
- Plesiodasypus Barasoain, González-Ruiz, Zurita & Villarroel A., 2022[22] – jedynym przedstawicielem był Plesiodasypus colombianus Barasoain, González-Ruiz, Zurita & Villarroel A., 2022
- Pliodasypus Castro, Carlini, Sánchez & Sánchez-Villagra, 2014[23] – jedynym przedstawicielem był Pliodasypus vergelianus Castro, Carlini, Sánchez & Sánchez-Villagra, 2014
- Propraopus F. Ameghino, 1881[24]